# Can Virolesc
Can Virolesc és una masia de Canet d'Adri (Gironès) protegida com a bé cultural d'interès local.

## Descripció
Aquesta masia es troba en un estat de degradació molt avançat, estant abandonada i en desús. Tot i això, encara resten les parets del que era una masia de planta rectangular desenvolupada en planta baixa i dos pisos superiors. La coberta, tot i que està ensorrada, era de teula àrab a dues vessants, acabada amb un ràfec de doble filera a base de rajols plans i teules. Les parets portants són de pedra i morter de calç a la façanes exteriors. Una de les façanes laterals de la masia està sostinguda per un ferm contrafort. Cal mencionar que la majoria de llindes, ampits i brancals de pedra han estat espoliats. Encara es conserva l'estructura de la porta d'accés a la masia, la qual està feta per una llinda amb una llosa de forma plana i brancals de pedra. La masia conserva un enllosat de pedra davant la façana principal.